# Metepeira palustris
Metepeira palustris är en spindelart som beskrevs av Chamberlin och Ivie 1942. Metepeira palustris ingår i släktet Metepeira och familjen hjulspindlar. Inga underarter finns listade i Catalogue of Life.